# Eupelmus austron
Eupelmus austron är en stekelart som beskrevs av Boucek 1976. Eupelmus austron ingår i släktet Eupelmus och familjen hoppglanssteklar. Inga underarter finns listade i Catalogue of Life.